# John Newland
Pour les articles homonymes, voir Newland.
John Newland est un acteur, réalisateur, producteur et scénariste américain né le 23 novembre 1917 à Cincinnati, Ohio (États-Unis), mort le 10 janvier 2000 à Los Angeles (Californie).

## Filmographie

### Comme acteur
- 1947 : L'Amant sans visage (Nora Prentiss) : Reporter
- 1947 : Dusty Bates (en)
- 1947 : Le Mur invisible (Gentleman's Agreement) : Bill
- 1947 : La Brigade du suicide (T-Men) : Jackson Lee
- 1948 : The Challenge (en) : Algy Longworth
- 1948 : 13 Lead Soldiers (en) : Algernon 'Algy' Longworth
- 1948 : Sons of Adventure : Peter Winslow
- 1948 : Homicide for Three (en) : Desk Clerk
- 1948 : Vivons un peu (Let's Live a Little) : Newcomb
- 1949 : One Man's Family (en) (série télévisée) : Danny Frank (1950)
- 1951 : Silver Glory (TV) : D.W. Griffith
- 1952 : The Gold Diggers (TV) : Stephen Lee
- 1978 : The Next Step Beyond (série télévisée) : Host (épisodes inconnus, 1978)

### Comme réalisateur
- 1950 : Robert Montgomery Presents (en) (série télévisée)
- 1953 : Letter to Loretta (en) (série télévisée)
- 1957 : Rendezvous (série télévisée)
- 1957 : That Night!
- 1957 : The Violators
- 1958 : Naked City (série télévisée)
- 1959 : The Third Man (série télévisée)
- 1959 : One Step Beyond (série télévisée)
- 1960 : Thriller (série télévisée)
- 1961 : Le Jeune Docteur Kildare (Dr Kildare) (série télévisée)
- 1962 : The Nurses (en) (série télévisée)
- 1964 : Low Man on the Totem Pole (TV)
- 1965 : Le Mystère de la chambre forte (en) (The Spy with My Face)
- 1966 : The Man Who Never Was (série télévisée)
- 1967 : Danger Has Two Faces (en)
- 1968 : Les Règles du jeu (The Name of the Game) (série télévisée)
- 1968 : Hawaï, police d'état (Hawaii Five-O) (série télévisée)
- 1969 : The Survivors (série télévisée)
- 1970 : L'Inceste (My Lover My Son)
- 1970 : The Young Lawyers (en) (série télévisée)
- 1971 : The Deadly Hunt (TV)
- 1972 : Crawlspace (TV)
- 1973 : Les Créatures de l'ombre (Don't Be Afraid of the Dark) (TV)
- 1974 : The Legend of Hillbilly John
- 1975 : The Family Holvak (en) (série télévisée)
- 1975 : Switch (Switch) (série télévisée)
- 1976 : Wonder Woman (Wonder Woman) (série télévisée)
- 1976 : Executive Suite (série télévisée)
- 1977 : A Sensitive, Passionate Man (TV)
- 1978 : L'Île fantastique (Fantasy Island) (série télévisée)
- 1978 : Overboard (TV)
- 1979 : The Suicide's Wife (TV)
- 1983 : Les Petits Génies (Whiz Kids) (série télévisée)

### Comme producteur
- 1971 : The Deadly Hunt (TV)
- 1980 : Angel City (TV)
- 1981 : En plein cauchemar (The Five of Me) (TV)
- 1985 : The Execution (TV)
- 1985 : Arch of Triumph (en) (TV)
- 1987 : Tueur du futur (en) (Timestalkers) (TV)
- 1988 : Too Good to Be True (en) (TV)